# ウィンドマシーン

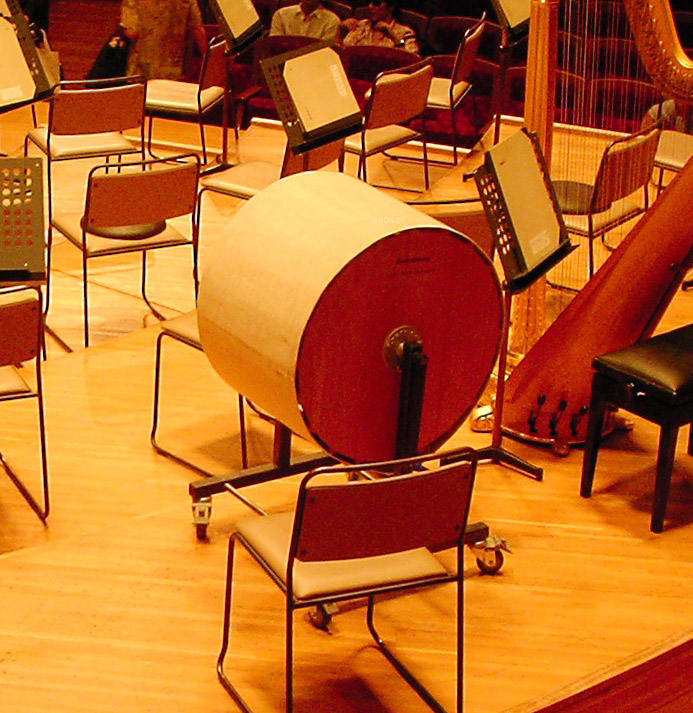
オーケストラ舞台上に設置されているウィンドマシーン

ウィンドマシーン（Wind machine、ウィンドマシン、風音器）とは、風の効果音として主にオーケストラ・吹奏楽の現代楽曲にて使用される楽器である。
円形のドラムを回転させ、布を接触させる。その摩擦音を楽音として利用する。このドラムの回転速度によって、音に強弱がつけられる。
モーリス・ラヴェルは、この楽器をエオリフォン(Eoliphone)という名前で使用している。

## 使用楽曲
- リヒャルト・ワーグナー：さまよえるオランダ人
- リヒャルト・シュトラウス：ドン・キホーテ、アルプス交響曲
- モーリス・ラヴェル：ダフニスとクロエ、子供と魔法
- ファーディ・グローフェ：組曲『大峡谷』
- オットリーノ・レスピーギ : シバの女王ベルキス 全曲版
- オリヴィエ・メシアン：峡谷から星たちへ…、アッシジの聖フランチェスコ、彼方の閃光
- レイフ・ヴォーン・ウィリアムズ：南極交響曲
- フィリップ・スパーク：宇宙の音楽
- 八木澤教司：吹奏楽のための音詩「輝きの海へ」
- 酒井格：藍色の谷
- ヤン・ヴァン・デル・ロースト：モンタニャールの詩
- マルコム・アーノルド：管弦楽組曲「第六の幸福をもたらす宿」
- 久石譲：吹奏楽のための交響的ファンタジー「ハウルの動く城」